# Poncie Ponce
Poncie Ponce (* 10. April 1933 als Ponciano Hernandez auf Maui, Hawaii; † 19. Juli 2013 in Los Angeles, Kalifornien) war ein US-amerikanischer Schauspieler und Sänger.

## Leben
Ponce wuchs in Hawaii auf und wurde Anfang der 1950er Jahre in die United States Army eingezogen. 1953 war er während des Koreakrieges im Dienstrang eines Corporals in Deutschland stationiert. Nach seiner Rückkehr in die USA zog Ponce nach Los Angeles, wo er zunächst in einem Nachtclub auftrat. Dort wurde er 1958 von Fernsehproduzent William T. Orr entdeckt und erhielt einen Vertrag bei Warner Brothers. Seinen Künstlernamen erhielt er von Jack L. Warner. Zwischen 1959 und 1963 spielte er die Rolle des Taxifahrers Kim in der Serie Hawaiian Eye. Neben 124 Folgen der Serie war er als Kim zudem auch in vier Folgen der ebenfalls von Orr produzierten Serie  77 Sunset Strip zu sehen. In sieben Folgen von Hawaiian Eye kam Ponce zudem auch zu Gesangsauftritten.
1962 erschien sein Album Poncie Ponce Sings beim Major-Label Warner Music Group, jedoch ohne größeren kommerziellen Erfolg. Nach dem Ende von Hawaiian Eye spielte Ponce noch in zwei Spielfilmen; 1968 agierte er neben Elvis Presley in Speedway und 1977 war er an der Seite von Gene Wilder in der Komödie Der größte Liebhaber der Welt zu sehen.
Ponce war seit 1956 verheiratet, aus der Ehe gingen drei Töchter hervor.

## Filmografie (Auswahl)
- 1959–1963: Hawaiian Eye
- 1959–1962: 77 Sunset Strip
- 1968: Speedway
- 1977: Der größte Liebhaber der Welt (The World’s Greatest Lover)